# 1E 1048.1-5937
1E 1048.1-5937 est un pulsar X anormal situé dans la constellation de la Carène. Il a été découvert en tant que pulsar en 1984 à l'aide des données recueillies par le satellite artificiel HEAO-2 (Einstein) comme son nom l'atteste (voir désignation des sources de rayons X). À l'époque les pulsars X anormaux n'étaient pas connus, et il était soupçonné de faire partie de la classe des binaires X, avant que cette hypothèse ne soit invalidée par l'absence de détection de son étoile compagnon.

## Découverte et identification
1E 1048.1-5937 a été découvert en 1984 par le satellite HEAO-2 qui repéra une émission pulsée d'une période d'un peu plus de six secondes, dans le cadre d'une observation de la vaste Nébuleuse de la Carène, se trouvant fortuitement proche de la direction du pulsar (moins d'un degré). Ce pulsar n'était à l'époque pas localisé de façon très précise dans le ciel (boîte d'erreur d'environ 4 minutes d'arc), rendant l'identification d'une contrepartie optique difficile, en raison de la très forte densité d'étoiles dans cette région du plan galactique. En 1986, des mesures du satellite EXOSAT permit de bien mieux localiser le pulsar (avec une précision de 10 secondes d'arc). À cette époque, les pulsars X anormaux ne faisaient pas partie du bestiaire des objets célestes connus. Un pulsar rayonnant dans le domaine X et possédant une période de plusieurs secondes était interprété comme un pulsar arrachant de la matière à une étoile compagnon, cette matière étant responsable du fort ralentissement de sa période de rotation et de son émission X. 1E 1048.1-5937 était donc considéré comme une binaire X, dont on devrait finir par trouver une contrepartie optique, produite par son étoile compagnon. Ainsi, en 1986, la mesure relativement précise de la position du pulsar permit de proposer une possible contrepartie optique sous la forme d'une étoile de magnitude apparente égale à 19, étoile considérée comme une étoile Be, faisant de ce système une binaire X à forte masse.
En 1990, des observations avec le satellite Ginga confirmèrent le lent ralentissement du pulsar, sa période de rotation étant passée de 6,437 secondes dans les données du satellite HEAO-2 (prises en 1979), à 6,4422 une petite dizaine d'années plus tard. Ceci permit de déterminer la luminosité de ralentissement du pulsar (c'est-à-dire la puissance perdue du fait de sa rotation si celui-ci était isolé), à environ 3×1026 W, alors que sa luminosité dans le domaine des rayons X était largement supérieure (estimée entre 2×1027 et 1029 W). Par conservation de l'énergie, il semblait donc acquis que l'énergie rayonnée par le pulsar était due à celle de matière lui tombant dessous, en provenance d'une étoile (phénomène appelé accrétion). Dans une telle configuration, une modulation de la période du pulsar était attendue, du fait du déplacement de celui-ci autour de son étoile compagnon. Cependant, aucune modulation de ce type n'était visible, ce qui contraignait fortement la nature de ce système. En fait, une étoile compagnon très peu massive (formant ainsi une binaire X à faible masse) était également envisageable, en sus du scénario avec une étoile Be proposé en 1986 sur foi de la possible identification d'une contrepartie optique. Tout au plus était noté à cette époque une forte similarité avec un autre pulsar, PSR J2301+5852, alors appelé 2E 2259.0+5836, possédant lui aussi une très longue période (7 secondes), et aucun compagnon visible. Deux ans plus tard, en 1992, des clichés plus profonds dans le domaine visible pris à l'observatoire européen austral (ESO) échouèrent à identifier de façon certaine le compagnon de ce pulsar. L'hypothèse que ce pulsar soit membre d'une binaire X n'en restait pas moins favorisée, notamment en raison de la détection d'une variation de son ralentissement, clairement mise en évidence en 1995. À la même époque, l'ouvrage de référence X-Ray Binaries classe cet objet parmi les binaires X atypiques de nature indéterminée, à l'instar de PSR J2301+5852. C'est également cette année-là que le terme de pulsar X « anormal » est utilisé pour décrire cet objet et ses semblables. En 1997, la découverte avérée d'un pulsar très jeune (PSR J1841-0456) au sein d'un rémanent de supernova (Kesteven 73) et siège d'une émission X largement supérieure à celle permise par la luminosité de ralentissement permit enfin de certifier qu'une nouvelle classe d'objets, les pulsars X anormaux, existait bien et se distinguait des binaires X.